# Gumka do ścierania

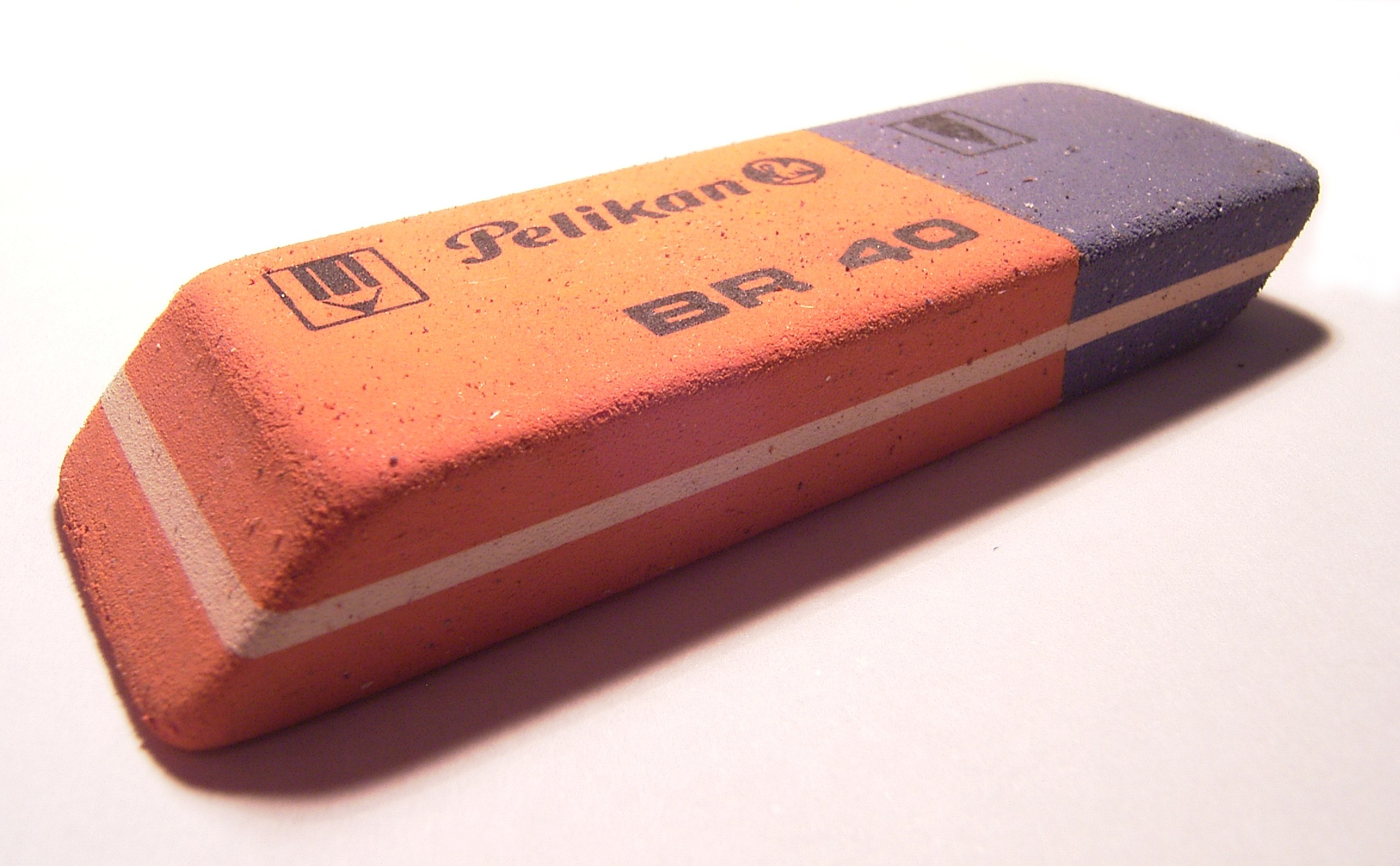
Współczesna gumka do ścierania

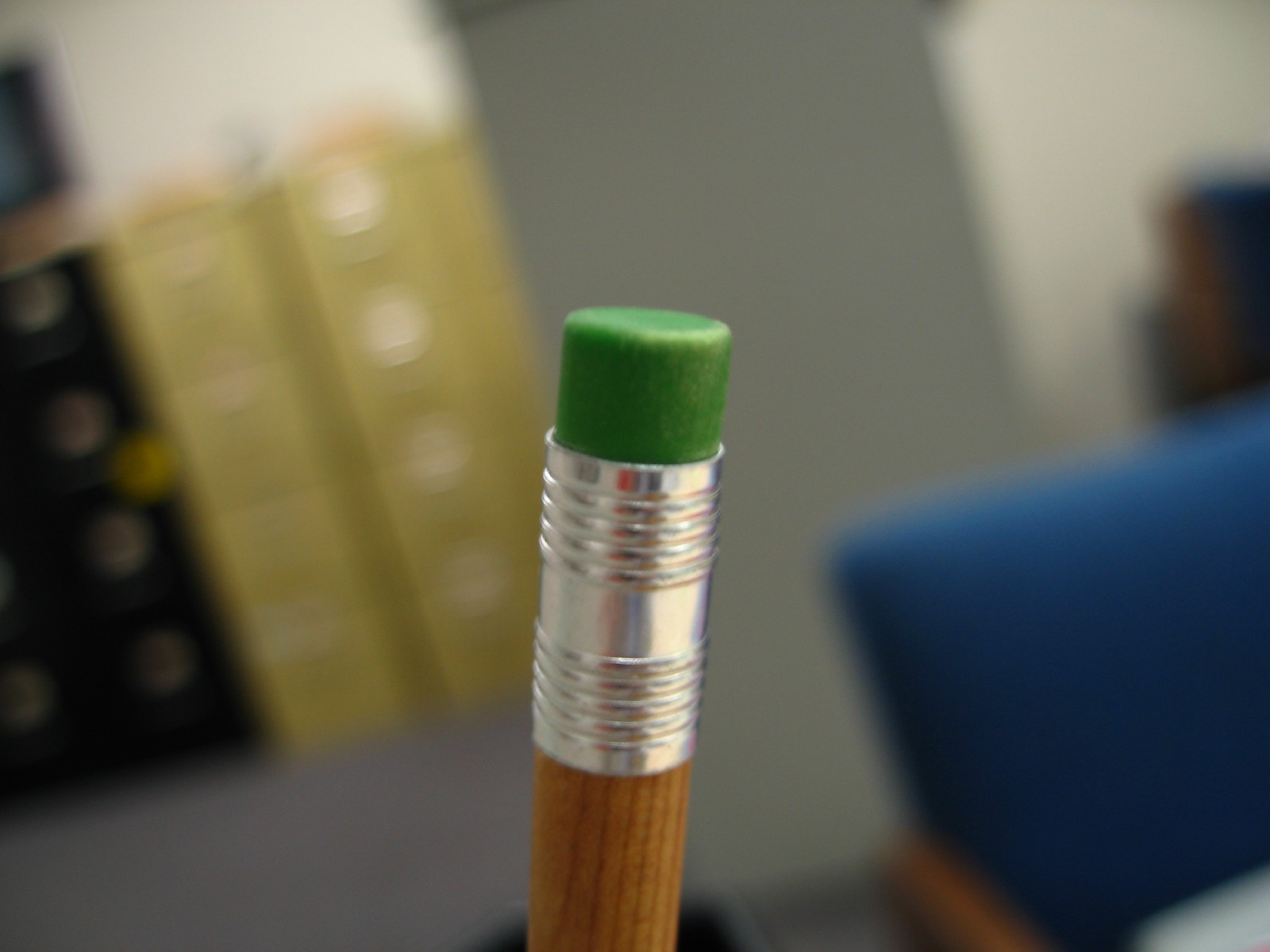
Ołówek z gumką

Gumka do ścierania – najczęściej wykonana z kauczuku, służy do wycierania śladów ołówka z papieru.

## Historia gumki
Gumka do ścierania została wynaleziona w 1770 roku przez odkrywcę tlenu Josepha Priestleya.
Zauważył on, że kawałek kauczuku świetnie nadaje się do wycierania śladów ołówka. Grafitowy pył ściera się wraz z włókienkami celulozy, nie uszkadzając papieru. Był tylko jeden problem: po kilku dniach kauczuk gnił.
Połączenie ołówka z gumką nastąpiło około 1850 roku za sprawą amerykańskiego wynalazcy Hymana Lippmana. Ołówek z gumką opatentowano w marcu 1858 roku.